# سرجنگل (غور)
سرجنگل روستایی در ولسوالی فیروز کوه از ولایت غور در کشور افغانستان است.